# Gordon Astall
Gordon Astall (Horwich, 1927. szeptember 22. – 2020. október 21.) válogatott angol labdarúgó, csatár.

## Pályafutása

### Klubcsapatban
1947 és 1953 között a Plymouth Argyle, 1953 és 1961 között a Birmingham City, 1961 és 1963 között a Torquay United labdarúgója volt. A Birminghammel az 1954–55-ös idényben bajnok lett a másodosztályban és feljutottak az élvonalba. 1956-ban tagja volt az angolkupa-, 1960-ban a vásárvárosok-kupája döntős együttesnek. 

### A válogatottban
1956-ban két alkalommal szerepelt az angol válogatottban és egy gólt szerzett.

## Sikerei, díjai
Birmingham City
- Angol bajnokság – másodosztály (Second Division)
  - bajnok: 1954–55
- Angol kupa (FA Cup)
  - döntős: 1956
- Vásárvárosok kupája
  - döntős: 1958–60